# Detentionaire
Detentionaire è una serie d'animazione canadese del 2011 prodotta da Nelvana e trasmessa su Teletoon.

## Trama
La storia ruota attorno allo studente di liceo Lee Ping, un adolescente che il primo giorno di scuola viene incastrato per uno scherzo colossale e punito con un anno intero di punizione. Ogni giorno, con l'aiuto dei suoi amici, Lee esce di nascosto dalla punizione per cercare di scoprire chi c'era veramente dietro lo scherzo, il tutto mentre cerca di evitare di essere scoperto dal preside della scuola, Barrage. Nel suo tentativo di riabilitare il suo nome, Lee scopre una cospirazione all'interno della scuola che è legata alla sua famiglia.